# Kelly Miller
Kelly David Miller, född 3 mars 1963, är en amerikansk före detta professionell ishockeyspelare. Han tillbringade 15 säsonger i den nordamerikanska ishockeyligan National Hockey League (NHL), där han spelade för ishockeyorganisationerna New York Rangers och Washington Capitals. Han producerade 463 poäng (181 mål och 282 assists) samt drog på sig 512 utvisningsminuter på 1 057 grundspelsmatcher. Miller spelade också på lägre nivåer för Grand Rapids Griffins i International Hockey League (IHL) och Michigan State Spartans (Michigan State University) i National Collegiate Athletic Association (NCAA).
Han draftades i nionde rundan i 1982 års draft av New York Rangers som 183:e spelaren totalt.
När Miller spelade för Spartans i NCAA, tog han en kandidatexamen i företagsekonomi och en master of business administration vid Michigan State University.
Sedan 2011 är han assisterande tränare för just Spartans och dessförinnan assisterande tränare för Grand Rapids Griffins (1999-2000), Mighty Ducks of Anaheim (2000-2001) och New York Islanders (2001-2003).
Miller är bror till de före detta ishockeyspelarna Kevin Miller och Kip Miller och kusin till ishockeyspelarna Drew Miller (Detroit Red Wings) och Ryan Miller (Vancouver Canucks) som alla har spelat alternativt spelar i NHL.

## Statistik
| 1979–1980   | Redford Royals          | GLJHL       | 45   | 31  | 37  | 68  | 6   | —   | —  | —  | —  | —  |
| 1980–1981   | Redford Royals          | GLJHL       | 48   | 39  | 51  | 90  | 8   | —   | —  | —  | —  | —  |
| 1981–1982   | Michigan State Spartans | NCAA        | 40   | 11  | 19  | 30  | 21  | —   | —  | —  | —  | —  |
| 1982–1983   | Michigan State Spartans | NCAA        | 36   | 16  | 19  | 35  | 12  | —   | —  | —  | —  | —  |
| 1983–1984   | Michigan State Spartans | NCAA        | 46   | 28  | 21  | 49  | 12  | —   | —  | —  | —  | —  |
| 1984–1985   | New York Rangers        | NHL         | 5    | 0   | 2   | 2   | 2   | 3   | 0  | 0  | 0  | 2  |
|             | Michigan State Spartans | NCAA        | 43   | 27  | 23  | 50  | 21  | —   | —  | —  | —  | —  |
| 1985–1986   | New York Rangers        | NHL         | 74   | 13  | 20  | 33  | 52  | 16  | 3  | 4  | 7  | 4  |
| 1986–1987   | New York Rangers        | NHL         | 38   | 6   | 14  | 20  | 22  | —   | —  | —  | —  | —  |
|             | Washington Capitals     | NHL         | 39   | 10  | 12  | 22  | 26  | 7   | 2  | 2  | 4  | 0  |
| 1987–1988   | Washington Capitals     | NHL         | 80   | 9   | 23  | 32  | 35  | 14  | 4  | 4  | 8  | 10 |
| 1988–1989   | Washington Capitals     | NHL         | 78   | 19  | 21  | 40  | 45  | —   | —  | —  | —  | —  |
| 1989–1990   | Washington Capitals     | NHL         | 80   | 18  | 22  | 40  | 49  | 15  | 3  | 5  | 8  | 23 |
| 1990–1991   | Washington Capitals     | NHL         | 80   | 24  | 26  | 50  | 28  | 11  | 4  | 2  | 6  | 6  |
| 1991–1992   | Washington Capitals     | NHL         | 78   | 14  | 38  | 52  | 49  | 7   | 1  | 2  | 3  | 4  |
| 1992–1993   | Washington Capitals     | NHL         | 84   | 18  | 27  | 45  | 32  | 6   | 0  | 3  | 3  | 2  |
| 1993–1994   | Washington Capitals     | NHL         | 84   | 14  | 25  | 39  | 32  | 11  | 2  | 7  | 9  | 0  |
| 1994–1995   | Washington Capitals     | NHL         | 48   | 10  | 13  | 23  | 6   | 7   | 0  | 3  | 3  | 4  |
| 1995–1996   | Washington Capitals     | NHL         | 74   | 7   | 13  | 20  | 30  | 6   | 0  | 1  | 1  | 4  |
| 1996–1997   | Washington Capitals     | NHL         | 77   | 10  | 14  | 24  | 33  | —   | —  | —  | —  | —  |
| 1997–1998   | Washington Capitals     | NHL         | 76   | 7   | 7   | 14  | 41  | 10  | 0  | 1  | 1  | 4  |
| 1998–1999   | Washington Capitals     | NHL         | 62   | 2   | 5   | 7   | 29  | —   | —  | —  | —  | —  |
| 1999–2000   | Grand Rapids Griffins   | IHL         | 26   | 4   | 4   | 8   | 8   | —   | —  | —  | —  | —  |
| NHL totalt  | NHL totalt              | NHL totalt  | 1057 | 181 | 282 | 463 | 512 | 119 | 20 | 34 | 54 | 65 |
| NCAA totalt | NCAA totalt             | NCAA totalt | 165  | 82  | 82  | 164 | 66  | —   | —  | —  | —  | —  |